# Хоменко, Илья Андреевич
Илья Андреевич Хоменко (род. 14 октября 1995, Ессентуки, Ставропольский край) — российский пловец, участник летних Олимпийских игр 2016 года, серебряный призёр чемпионата Европы в комбинированной эстафете, двукратный призёр летней Универсиады 2019 года, Мастер спорта международного класса.

## Биография
Заниматься плаванием Илья Хоменко начал ещё в детском саду в Ессентуках. На юниорском уровне главным достижением Хоменко является победа на чемпионате мира 2013 года на дистанции 100 метров брассом. Две медали Хоменко завоевал на чемпионате Европы 2013 года среди юниоров. В 2014 году выступил на взрослом чемпионате Европы, где смог уверенно выйти в финал на дистанции 200 метров брассом, где показал 5-й результат.
В августе 2016 года Хоменко был включён в состав сборной России для участия в летних Олимпийских играх в Рио-де-Жанейро. Хоменко на Играх выступал на одной дистанции — 200 метров брассом. На предварительном этапе российский пловец показал высокое время 2:08,94 и занял 4-е место в итоговой таблице по итогам всех заплывов. В полуфинал результат Хоменко оказался слабее почти на секунду (2:09,73), в результате в итоговом протоколе она расположился на 10-м месте и выбыл из борьбы за медали. В ноябре 2016 года Хоменко стал третьим на чемпионате России в 25-метровом бассейне и получил место в сборной России для участия в чемпионате мира. На мировом первенстве российский пловец смог пробиться в финал соревнований на дистанции 200 метров брассом, но занял там только 7-е место.
В апреле 2017 года Хоменко завоевал серебряную медаль чемпионата России, уступив в финале брассовой 200-метровки только Антону Чупкову, а также стал третьим на дистанции вдвое короче. На чемпионате мира 2017 года российский пловец смог пробиться в решающий заплыв, в котором показал 7-е время. В 2018 году Хоменко стал серебряным призёром чемпионата Европы в смешанной комбинированной эстафете 4×100 метров, приняв участие в предварительном раунде соревнований. На предварительном раунде индивидуальной 200-метровки брассом Хоменко показал третий результат среди всех пловцов, тем не менее ему пришлось завершить борьбу за медали, поскольку два лучших результата утренней программы показали его соотечественники Антон Чупков и Кирилл Пригода, а по правилам соревнований в полуфинале могли быть представлены максимум два представителя от одной страны.
В 2019 году Илья Хоменко принял участие в летней Универсиаде в Неаполе. На турнире российский пловец стал обладателем двух серебряных наград — на дистанции 200 метров брассом и в комбинированной эстафете 4×100 метров (выступал в предварительном заплыве).

## Личная жизнь
- Является студентом Южного федерального университета[9].

## Личные рекорды
По состоянию на июнь 2020 года
| Длинная вода  | Длинная вода | Длинная вода | Длинная вода     |
| Дистанция     | Время        | Дата         | Место проведения |
| ------------- | ------------ | ------------ | ---------------- |
| 50 м брассом  | 27,29        | 12.04.2017   | Москва           |
| 100 м брассом | 59,48        | 21.04.2018   | Москва           |
| 200 м брассом | 2:08,09      | 11.04.2017   | Москва           |

| Короткая вода | Короткая вода | Короткая вода | Короткая вода    |
| Дистанция     | Время         | Дата          | Место проведения |
| ------------- | ------------- | ------------- | ---------------- |
| 50 м брассом  | 26,57         | 13.12.2017    | Копенгаген       |
| 100 м брассом | 57,17         | 08.11.2018    | Казань           |
| 200 м брассом | 2:03,76       | 20.11.2017    | Казань           |